# Komádi
Komádi es una ciudad en el condado de Hajdú-Bihar, en la región de la Gran Llanura del Norte en el este de Hungría.

## Geografía
Tiene una superficie de 144,65 kilómetros cuadrados y una población de 4 868 personas (2024).